# Eparchie unghenská
Eparchie unghenská je eparchie moldavské pravoslavné církve.

## Území a titul biskupa
Zahrnuje správní hranice území Unghenského, Nisporenského, Călărașijského a Hînceștijského rajónu Moldavska.
Eparchiálnímu biskupovi náleží titul biskup unghenský a nisporenský.

## Historie
Eparchie byla zřízena rozhodnutím Svatého synodu dne 6. října 2006 oddělením území od kišiněvské eparchie.

## Seznam biskupů
- 2006–2007 Petru (Musteață)
  - 2007–2010 Vladimir (Cantarean) dočasný správce
- od 2010 Petru (Musteață) podruhé